# Ара (Индија)
Ара је град у Индији у држави Бихар. Према незваничним резултатима пописа 2011. у граду је живело 261.099 становника.

## Становништво
Према незваничним резултатима пописа, у граду је 2011. живело 261.099 становника.
| 1991.   | 2001.   | 2011.   |
| ------- | ------- | ------- |
| 157.082 | 203.380 | 261.099 |